# フェニックス作戦

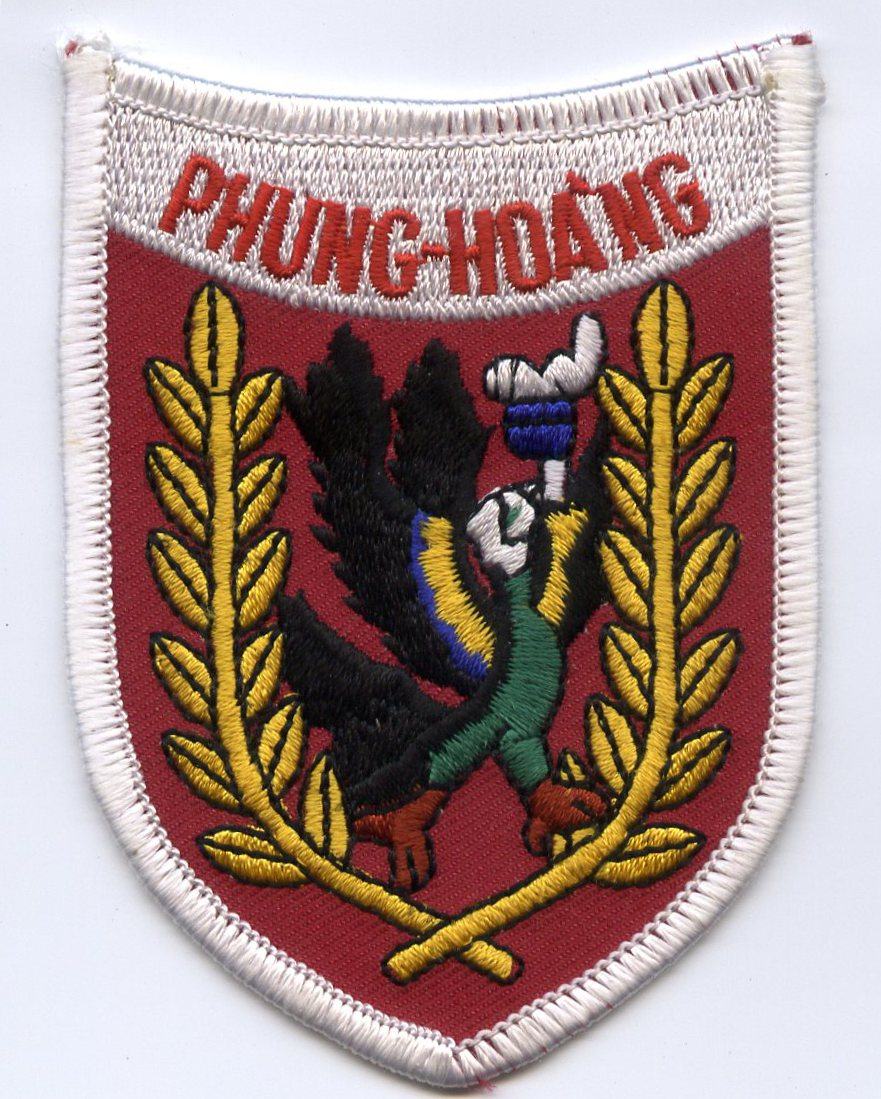
フェニックス作戦のパッチ

フェニックス作戦（英語: Phoenix Program）とは、ベトナム戦争時にCIAの主導によりベトナム民族解放戦線（ベトコン）相手に行われた無力化作戦のことである。

## 概要

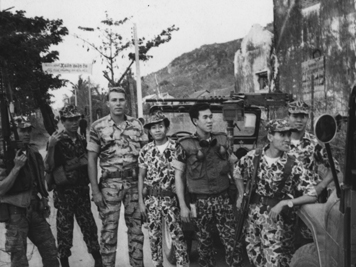
フェニックス作戦の参加者達

1968年から1971年にかけて、米軍SOG部隊とCIAに訓練されたベトナム現地人PRU（地域偵察隊）の手によって実行された。作戦の責任者はCIAの工作員であるウィリアム・コルビー。
SOG部隊はNavy SEALs隊員を主にグリーンベレーの隊員なども参加した。PRUの隊員はおよそ4,000人ほどで、元ヴェトコンや元南ベトナム陸軍の兵士、カオダイ教徒の民兵やCIDG計画に参加した山岳民族などが所属していた。また、彼らはアメリカからM16自動小銃やM60機関銃といった武器の提供を受けた。

## 戦果
フェニックス作戦はCIAの主導するCORDS(民間工作・都市開発支援)計画のひとつだったが、約7万人のヴェトコンやヴェトコンを支持するベトナム市民がこの作戦によって殺害された。

## 題材にした作品
- 『特殊部隊 フェニックス作戦』 エリック・ヘルム 著 ISBN 4-89063-030-9
- 『栄光の男たち―コルビー元CIA長官回顧録』ウィリアム・E.コルビー 著、大前正臣、山岡清二 訳